# Lista över berömda hundar

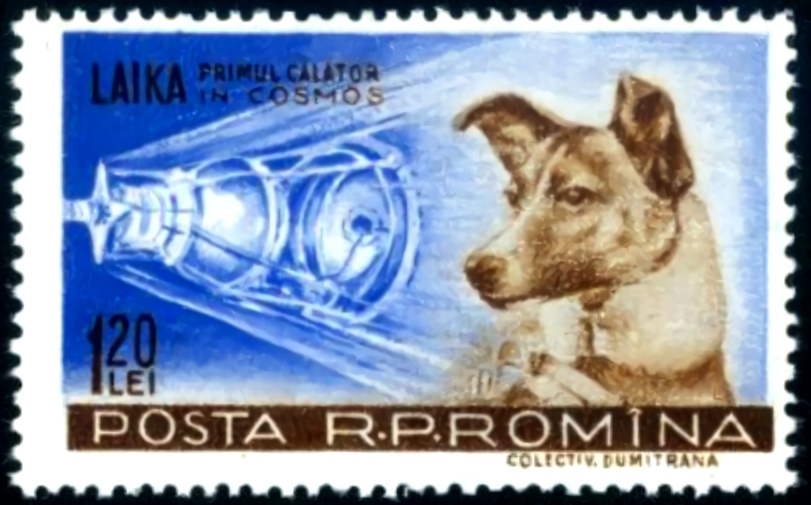
"Lajka, första resenären i Kosmos." Lajka avbildad på ett rumänskt frimärke från 1959.

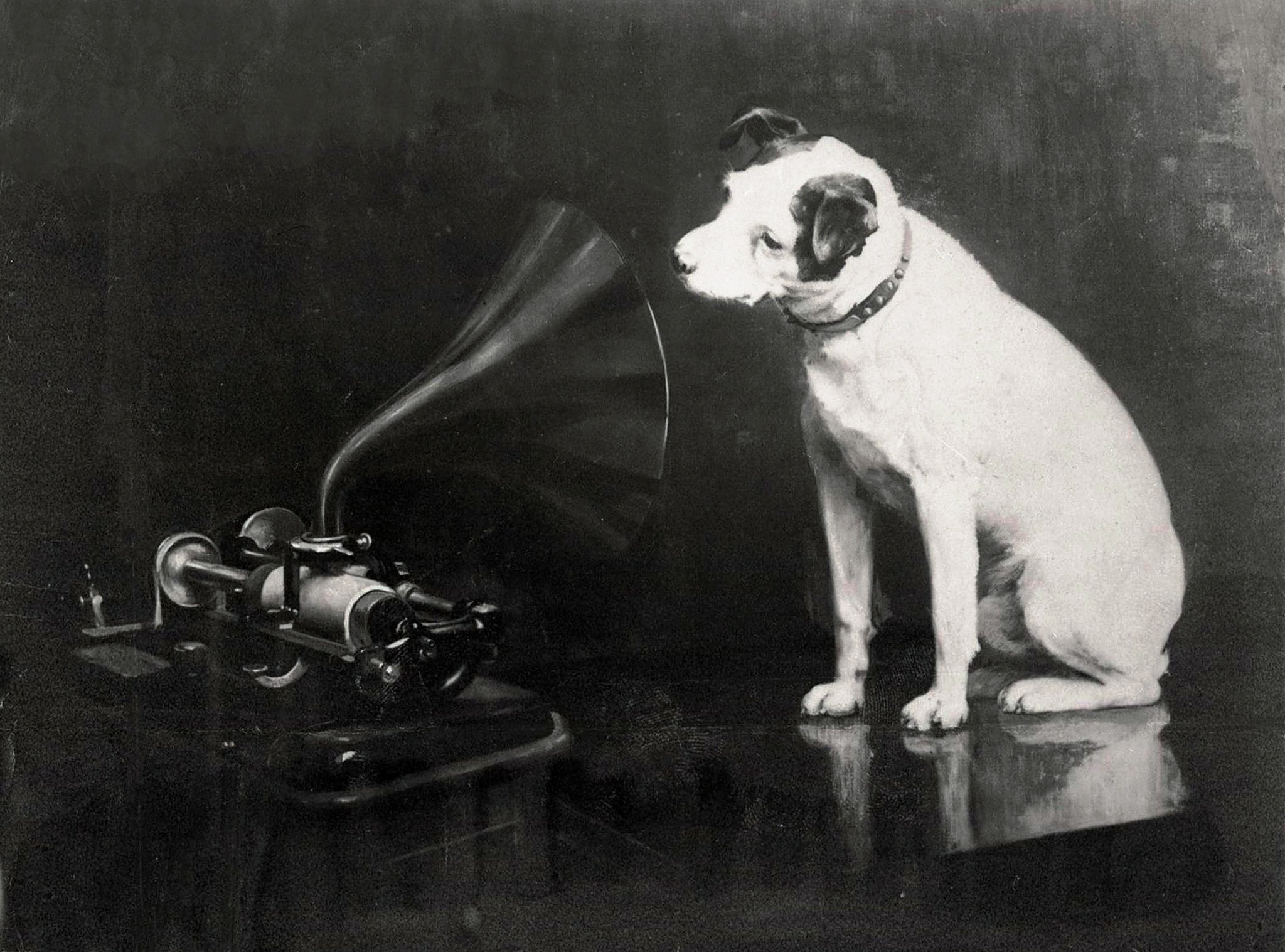
Den första versionen av Barrauds målning visar Nipper lyssnande till en fonograf. I sin senare mer berömda version ersattes fonografen av en grammofon.

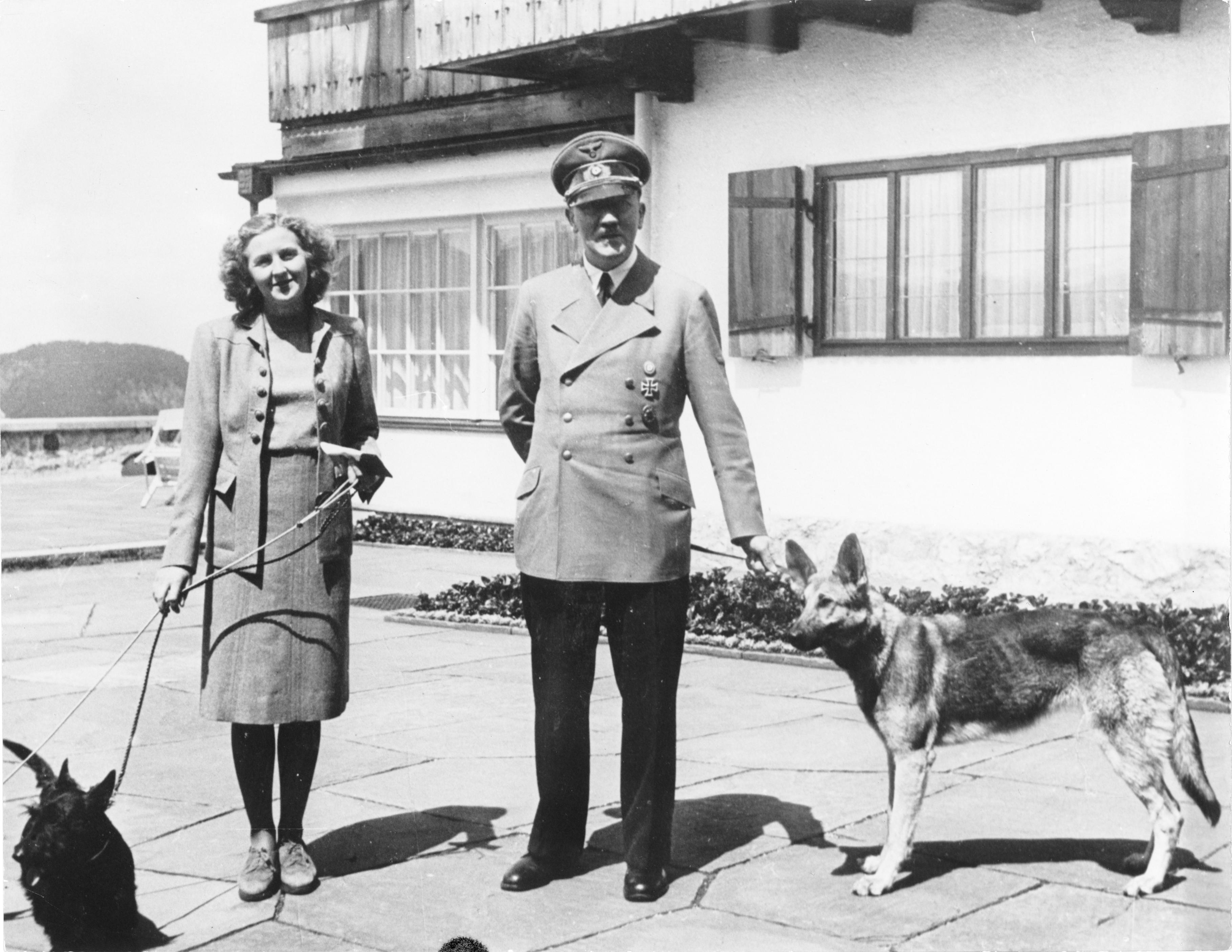
Blondi (till höger) med Adolf Hitler och Eva Braun, 14 juni 1942.

Det här är en lista över berömda hundar.

## Kända hundar (alfabetisk ordning)
- Balto (en siberian husky) var ledarhund för ett av de hundspann som levererade medicin till staden Nome.
- Skeppshunden Bamse (1937–1944)
- Barry (1800–1814), en Sankt Bernhardshund som arbetade som räddningshund i Schweiz.[1]
- Belka och Strelka, två hundar som sköts upp i den sovjetiska satelliten Sputnik 5 den 19 augusti 1960.
- Boss "Bosco" Ramos, hund som 1981 valdes till borgmästare i samhället Sunol i Kalifornien, USA.
- Chaser (född 2004), Border Collie med det största uppvisade minnet av alla djur, utöver människan.
- Hachikō (1923–1935), en mycket lojal akitahane i Japan.
- Lajka, blev den första varelsen i omloppsbana runt jorden den 3 november 1957.
- Negro Matapacos, chilensk hund som blivit symbol för flera proteströrelser
- Nipper (1884–1895), avbildas på etiketten för His Master's Voice.
- Togo, var den ledarhund som förde Leonhard Seppalas ekipage den svåraste och längsta etappen av den berömda hundslädefärden som förde serum till Nome

## Hundar med kända ägare
- Barney, en av George W. Bush's hundar
- Blondi, Adolf Hitlers hund
- Bo, Barack Obamas hund.
- Buddy, Bill Clintons hund.
- Checkers, hund som Richard Nixon fått som present till döttrarna.
- Martha, fårhund ägd av Paul McCartney som även omsjungs i en låt av Beatles.
- Miss Beazley, en av George W. Bushs hundar.
- Pompe, Karl XII:s hundar.

## Kända fiktiva hundar

### Spelfilm och TV-serier
- Beethoven, sankt bernhardshund som är huvudperson i filmerna med samma namn.
- Bob, golden retriever som medverkande i TV-serien The Tribe.
- Båtsman, Tjorvens sankt bernhardshund i TV-serien Vi på Saltkråkan.
- Eddie, Martin Cranes jack russell terrier i TV-serien Frasier
- Hooch, figur i filmen Turner & Hooch
- Rex, schäfer som medverkar i den österrikiska kriminalserien Kommissarie Rex.
- Rin Tin Tin, schäfer som medverkade i filmer från 1920-talet och framåt.
- Tubbe, border collie, medverkande i TV-serien Snoken.
- Air Bud, Golden retriever medverkar i filmerna Air Bud - vilken lirare! och Air Bud: Golden Receiver

## Tecknade serierochanimerad film
- Blixten, jakthunden i serien om älgen Hälge
- Daisy i serien Dagobert Krikelin
- Devil är seriefiguren Fantomens tama "bengaliska bergsvarg", ofta tagen för en hund, då han är minst lika intelligent och lydig som en sådan
- Idefix, Obelix hund i serien om Asterix
- Laban
- Lady och Lufsen, huvudfigurer i filmen med samma namn
- Milou, Tintins hund.
- Pluto, Musse Piggs hund
- Pongo och Perdita och deras valpar i Pongo och de 101 dalmatinerna
- Rabalder, tecknad röd hund. Mycket stökig.
- Ratata, i serien om Lucky Luke
- Ruff i serien Dennis
- Snobben
- Urax, urhunden i Barna Hedenhös
- Ådi, katten Gustafs kompis, hund